# Lengyelország vasúttársaságainak listája

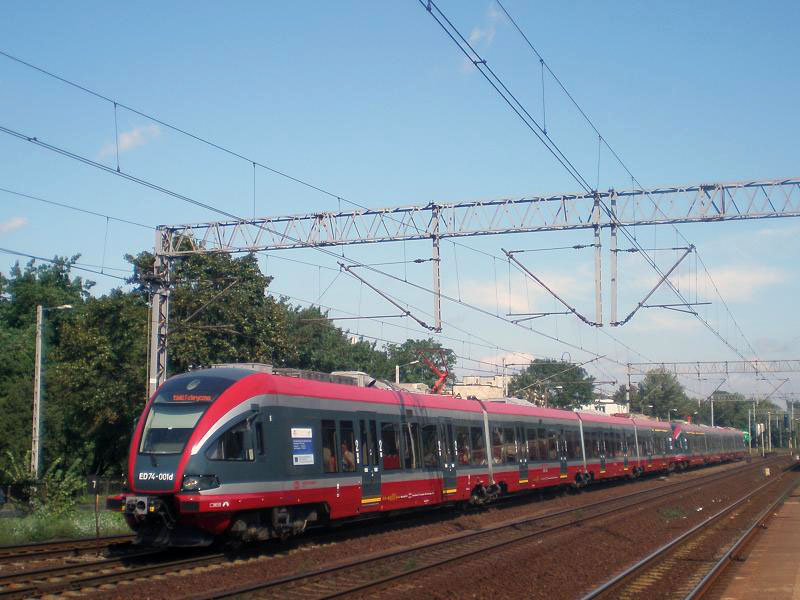
PKP ED74 sorozat

Ez a lista Lengyelország vasúttársaságait tartalmazza.

## Vasúttársaságok
- PKP - Polskie Koleje Państwowe
  - PKP Intercity - Hosszútávú személyszállítás
  - PKP Przewozy Regionalne - Regionális vonatok
  - PKP Szybka Kolej Miejska - elővárosi vonatok: Gdańsk / Gdynia / Sopot)
  - PKP Warszawska Kolej Dojazdowa - elővárosi vonatok Varsóban, jelenleg eladó
  - PKP Cargo - Teherszállítás
  - PKP Linia Hutnicza Szerokotorowa - Széles nyomtávolságú vasút Ukrajna felé
- KM - Koleje Mazowieckie
- SKM - SKM Warszawa Sp. z o.o. o.
- WKD - Warszawska Kolej Dojazdowa
- CTL - CTL Logistics S.A.
- EN - Euronaft-Trzebinia
- FPL - Freightliner PL
- KB - Kolej Baltycka
- LOTOS - LOTOS Kolej Spółka z o.o.
- NZTK - Nadwislanski Zaklad Transportu Kolejowego Sp. z o.o.
- OK - Orlen Koltrans
- PCC - PCC Rail S.A. and PCC-Arriva
- Pol-Miedź Trans - KGHM Polska Miedź SA
- PRKiI - Przedsiebiorstwo Robót Kolejowych i Inzynieryjnych S.A.
- PTKiGK Holding - Przedsiębiorstwo Transportu Kolejowego i Gospodarki Kamieniem Holding S.A.
- PTKiGK Rybnik - Przedsiębiorstwo Transportu Kolejowego i Gospodarki Kamieniem S.A. w Rybniku (now part of PCC Rail)
- RP - Rail Polska
- SKPL - Stowarzyszenie Kolejowych Przewozów Lokalnych sp. z o.o.
- STK - Specjalny Transport Kolejowy
- TS - Transoda Sp. z o.o.